# نام زیرگونه‌ای
در نامگذاری جانورشناسی، یک نام زیرگونه‌ای (به انگلیسی: Subspecific name)، سومین بخش از یک سه‌نامی است. در جانورشناسی تنها یک رتبه پایین‌تر از گونه‌ها وجود دارد یعنی «زیرگونه».
در نام‌گذاری گیاه‌شناسی، چندین سطح از نام‌های فرعی مانند رقم (جوره) و فرم و حتی رقم کشاورزی وجود دارد.
نام یک زیرگونه در یک سه نامی، یک نام سه جمله‌ای است، یعنی نامی است که از سه نام تشکیل شده‌است: نام عمومی، لقب گونه‌ای و لقب زیرگونه‌ای. لقب زیرگونه‌ای مانند لقب گونه‌ای نوشته می‌شود: بدون حروف بزرگ اما حروف تایپ شده با حروف کج نوشته می‌شوند.

## جستارهای بیشتر
- نام‌گذاری دونامی
- سه‌نامی
- نام‌گذاری سه‌نامی
- در گیاهان، یک آرایه زیرگونه‌ای یک نام سه بخشی دارد، یک نام سه‌تایی.